# Andrea Amacher
Andrea Amacher (* 1. Mai 1969) ist eine Schweizer Distanzreiterin aus Wengi im Kanton Bern.

## Laufbahn
Bei den  Weltreiterspielen 2014 in der Normandie errang Andrea Amacher auf ihrem Wallach Rustik d’Alsace in 10:23:12h zusammen mit Barbara Lissarrague und Sonja Fritschi die Bronzemedaille in der Equipe.
2015 nahm sie auf ihrem Schimmel Rustik d’Alsace (* 2005, Vater: Persicko, Mutter: Scirpe du Vivarais, Muttervater: Marzouck) an der Europameisterschaft im Distanzreiten in Šamorín in der Slowakei teil und erreichte Rang 29.
Auch an den Weltreiterspielen 2018 in Tyron nahm sie teil, allerdings wurde der Wettbewerb dort aufgrund schlechter Bedingungen abgebrochen.
Sie ist bei Swiss Equestrian Mitglied im Leitungsteam von Swiss Endurance.